# Santiago Creel

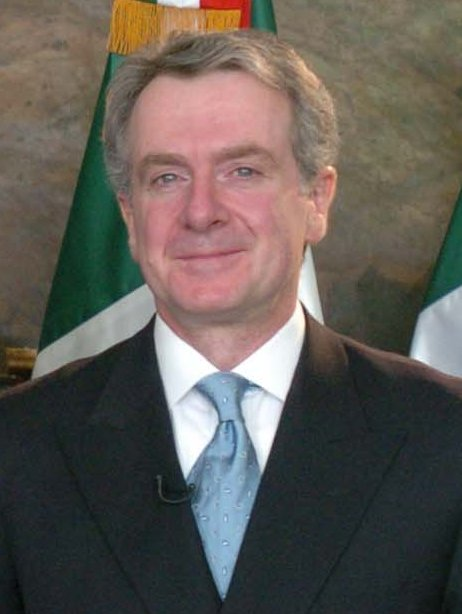
Santiago Creel

Santiago Creel Miranda (Mexico-Stad, 11 december 1954) is een prominent Mexicaans politicus van de Nationale Actiepartij (PAN).
Creel is afkomstig uit de invloedrijke familie Creel-Terrazas, van Ierse afkomst. Creel studeerde rechtsgeleerdheid aan de Nationale Autonome Universiteit van Mexico (UNAM), aan de Universiteit van Georgetown en de Universiteit van Michigan. Hij sloot zich aan bij de PAN en werd in 1997 in de Kamer van Afgevaardigden gekozen. In 2000 deed hij een poging regeringsleider van het Federaal District te worden. Hij verloor die verkiezingen echter aan Andrés Manuel López Obrador van de Partij van de Democratische Revolutie (PRD).
In 2000 werd hij door president Vicente Fox benoemd tot minister van binnenlandse zaken, en gold als een van de naaste vertrouwelingen van Fox. López Obrador, burgemeester van Mexico-Stad en kanshebber voor het presidentschap, beschuldigde Creel ervan een campagne te organiseren om hem dwars te bomen; zo zou hij de instigator zijn geweest voor de poging López Obrador in 2005 af te zetten en zou hij een rol hebben gespeeld in het bekendmaken van de videoschandalen. De omstreden ondernemer Carlos Ahumada verklaarde dat Creel had voorgesteld dat Ahumada videocassettes waarin illegale transacties tussen Ahumada en een aantal medewerkers van López Obrador te zien waren vrij zou geven om zo López Obrador te beschadigen en in ruil daarvoor zou Ahumada vrijgesproken worden. Creel ontkende iets met Ahumada te maken te hebben gehad. Op 12 mei 2005 kondigde hij aan zich kandidaat te stellen voor de PAN voor de presidentsverkiezingen van 2006. Hij zei een campagne te willen voeren tegen armoede en voor afschaffing van het grondwetsartikel dat de president verbiedt meer dan één termijn te dienen. Op 1 juni kondigde hij aan op te stappen als minister om zijn campagne te kunnen beginnen. Hij werd aanvankelijk gezien als de favoriet, maar verloor de voorverkiezingen echter aan Felipe Calderón.
Hij werd in 2006 gekozen tot senator, en werd fractievoorzitter van de PAN. In het congresjaar 2007-2008 was hij voorzitter van de Senaat. Creel baarde opzien door zich uit te spreken de invoering van de Federale Wet Radio- en Televisiewet, bijgenaamd de Ley Televisa, die kort voor de verkiezingen door het Congres was toegekeerd, betogende dat de wet zal leiden tot nog sterkere monopolievorming en dat de Mexicaanse media zo een bedreiging voor de democratie zouden kunnen vormen. Creel verklaarde dat zijn aanvankelijke steun een inschattingsfout was geweest, en dat de twee grootste televisieconglomeraten, TV Azteca en Televisa, oneigenlijke druk hadden uitgeoefend om met de nieuwe wet de mediamacht naar zich toe te trekken. Op 2 juli 2008 ontstond een klein schandaal toen in een televisie-uitzending van Televisa over de debatten omtrent energiehervormingen Creel digitaal onherkenbaar was gemaakt.
Creel werd op 10 juni 2008 door het bestuur van de PAN van zijn fractievoorzitterschap ontheven en werd vervangen door Gustavo Madero Muñoz. Hij verklaarde later dat druk van Televisa op de PAN een van de redenen was voor zijn vervanging. Creel geldt als een van de kandidaten voor de PAN-kandidatuur bij de presidentsverkiezingen van 2012.
Zijn zuster Dolores Creel is eveneens politiek actief. In mei 2008 werd bekend dat hij een buitenechtelijke dochter heeft met de actrice Edith González.